# Blepharomyia piliceps
Blepharomyia piliceps là một loài ruồi trong họ Tachinidae.